# Chakarov Peak
Der Chakarov Peak (englisch; bulgarisch Чакъров връх Tschakarow wrach) ist ein felsiger, teilweise unvereister und 650 m hoher Berg an der Oskar-II.-Küste des Grahamlands auf der Antarktischen Halbinsel. In den Poibrene Heights ragt er 2,95 km westnordwestlich des Ravnogor Peak, 3,94 km nordnordwestlich des Kaloyanov Peak, 4,7 km östlich des Andreew-Nunataks und 3,8 km südsüdwestlich des St. Sava Peak auf. Der Punchbowl Glacier liegt westlich von ihm. 
Die bulgarische Kommission für Antarktische Geographische Namen benannte ihn 2012 nach Assen Tschakarow, Ingenieur der ersten bulgarischen Antarktisexpedition (1987–1988).